# بيت الرازقي (بني مطر)

تعديل مصدري - تعديل

بيت الرازقي هي إحدى قرى عزلة بني قيس بمديرية بني مطر التابعة لمحافظة صنعاء، بلغ تعداد سكانها 642 نسمة حسب تعداد اليمن لعام 2004.